# 市原駅
市原駅（いちはらえき）は、京都府京都市左京区にある叡山電鉄鞍馬線の駅。 駅番号はE14。

## 歴史

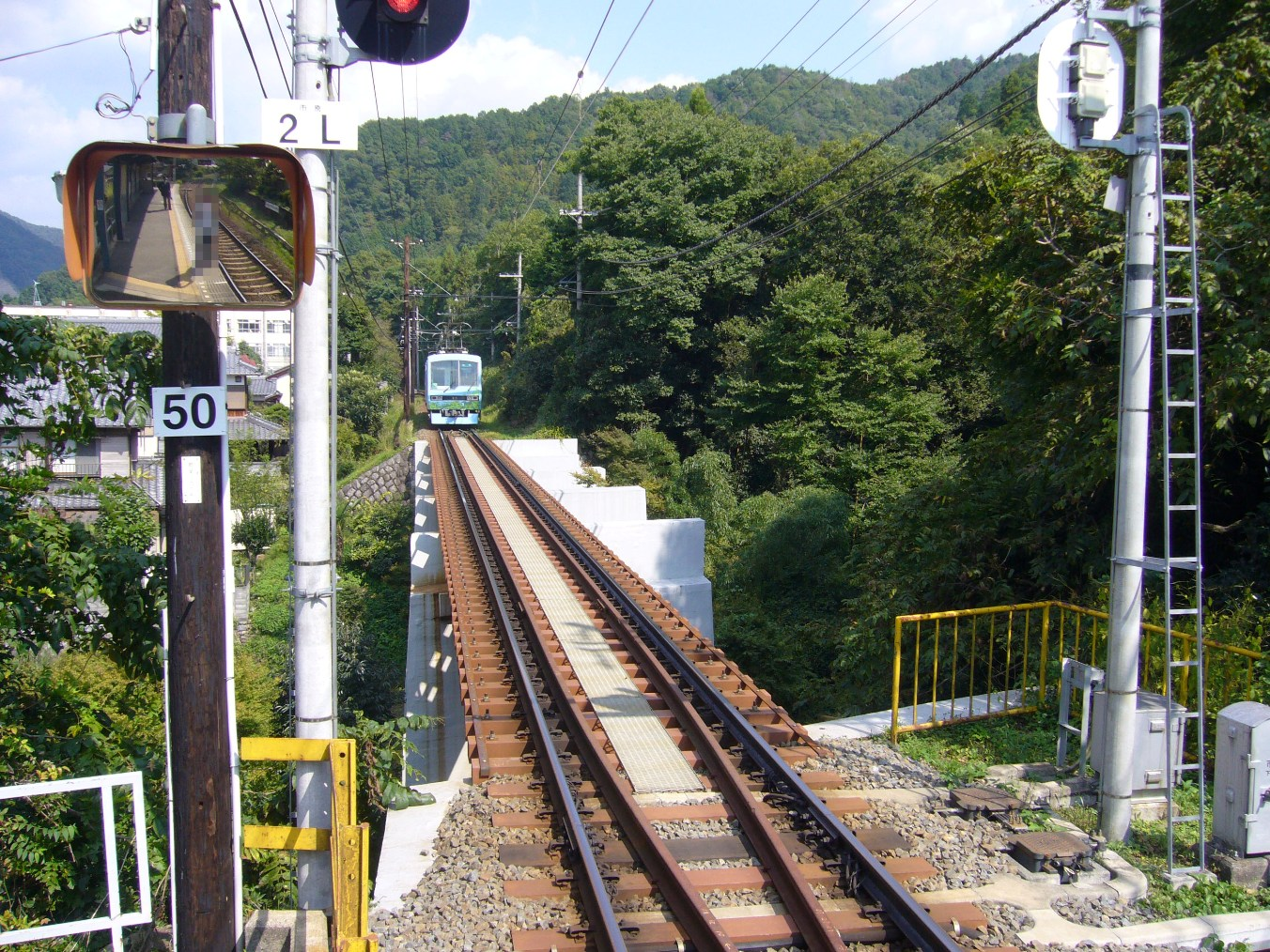
複線時代の痕跡が見られる市原橋梁（2008年10月）

- 1928年（昭和3年）12月1日：鞍馬電気鉄道の駅として開業[2]。
- 1939年（昭和14年）9月：経営合理化のため、二軒茶屋 - 当駅間を単線化[2]。
- 1942年（昭和17年）8月1日：会社合併により京福電気鉄道鞍馬線の駅となる[2]。
- 1986年（昭和61年）4月1日：京福電気鉄道が鞍馬線を叡山電鉄に譲渡、叡山電鉄鞍馬線の駅となる[2]。

## 駅構造
単式ホーム1面1線を有する地上駅であり、 無人駅となっている。ホームは上屋で覆われている。 出入口はホームの両端にあるが、いずれにも階段があるため車椅子での利用には介助が必要である。
出町柳寄りの出口から石段を下りたところの叡山電鉄市原変電所前には叡山電鉄が設置した無料駐輪場がある。 構内踏切（第4種踏切）の先は大神宮社へ通じている。
鞍馬寄りの出口は鞍馬街道旧道 上市原橋へ下りる階段である。 出口の傍らには「伝・後藤顕乗の墓石」と「阿弥陀坐像石仏」がある。
当初は相対式ホーム2面2線があったが、複線であった二軒茶屋 - 市原は1939年、当時の運営事業者である鞍馬電気鉄道の経営合理化のため単線化された。1990年までに他の不要不急指定区間（宝ケ池 - 二軒茶屋）は再複線化されたが、この区間は現在まで単線のままである。 複線の痕跡は上りホーム跡や鞍馬川に架かる市原橋梁の橋台・橋脚、大神宮社参道に架かる市原陸橋の橋台に見られる。 また、かつての複線区間の架線柱・橋脚は複線分の幅がある。
近年の周辺人口の増加により、2002年から平日の朝と夕方以降にこの駅で折り返す列車が設定されている。 そのため単線区間の棒線駅でありながら出発信号機が設置されている。 また、多客時の鞍馬線列車に乗務する車掌は、この駅で下車し上り列車で折り返すこともある。

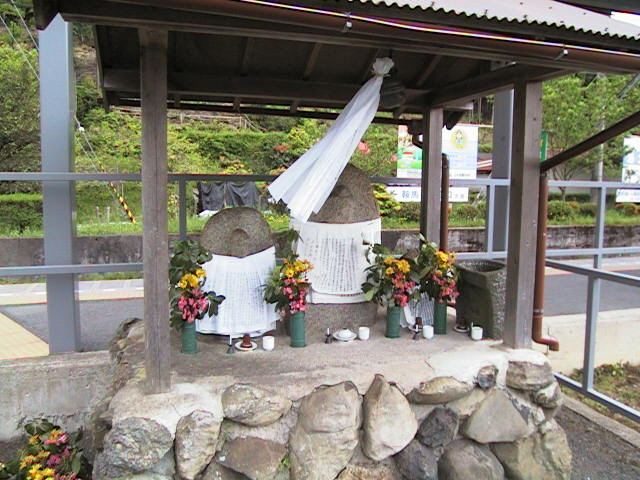
鞍馬寄り出口傍らの「阿弥陀坐像石仏」 奥の植込みは旧上りホーム跡

## 駅周辺

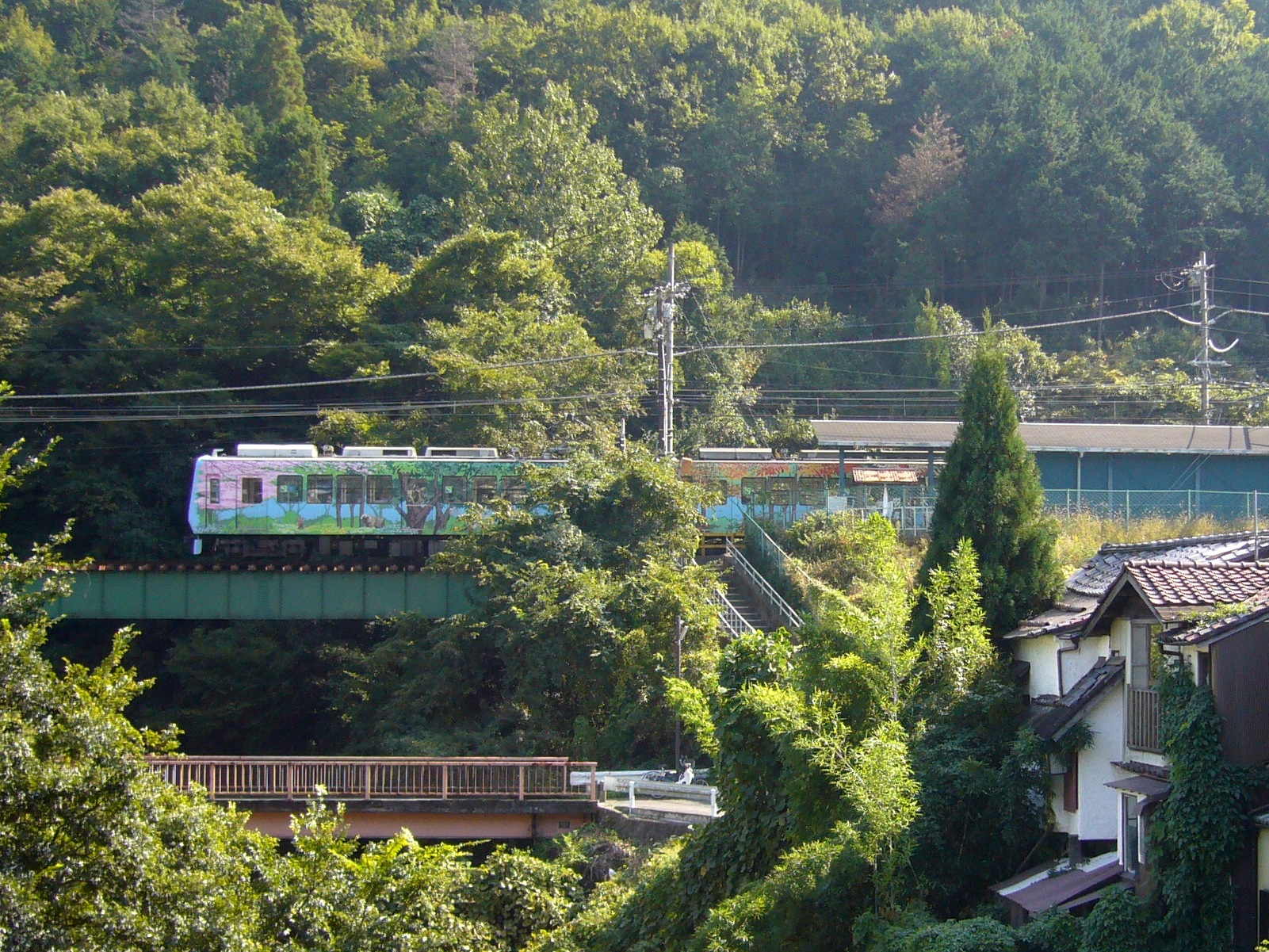
市原駅の遠望。「ギャラリートレイン･こもれび」が到着したところ（2008年10月）

鞍馬街道（旧道）沿いが古くからの集落で郵便局や商店などがある。その周囲に新興住宅地が広がる。当駅と隣の二ノ瀬駅との間には線路両側にカエデの木々が植わっている一帯があり、「もみじのトンネル」として秋には車窓から紅葉を楽しむことができる。
- 左京区役所静市出張所
- 叡山電鉄市原変電所 - 駅に隣接。
- 京都静市市原郵便局
- 京都市立市原野小学校
- 京都市東北部清掃工場（市北部クリーンセンター）
- 川島織物セルコン本社・工場・川島テキスタイルスクール・織物文化館
- 補陀洛寺 - 当地で客死した小野小町が葬られているとされることから「小町寺」と通称される[3]。
- 大神宮社
- 厳島神社 - 市原地区の産土神[3]。
- 京都府道38号京都広河原美山線
- 京都府道40号下鴨静原大原線

## バス路線
京都府道40号線沿いに「市原駅前」停留所と「市原」停留所があり、京都バスの路線が経由する。詳細は下記のとおり。

### 市原駅前
出町柳寄り出口から鞍馬街道に出た所にある。
北行
- 32系統：貴船口・鞍馬・花脊峠 経由 広河原行
- 34系統：市原 経由 静原・城山行
- 35・50系統：市原行
- 52系統：市原・貴船口・鞍馬経由鞍馬温泉行（一部二ノ瀬トンネル経由貴船口まで）

南行
- 32系統：上賀茂神社・堀川通・北大路堀川・北大路駅 経由 京阪出町柳駅行
- 34・35系統：上賀茂神社・堀川通・北大路堀川 経由 北大路バスターミナル（地下鉄北大路駅）行き（平日午前の一部便は京阪出町柳駅行）
- 40系統：京都産業大学 経由 地下鉄国際会館駅行
- 50・52系統：地下鉄国際会館駅行
- 国際会館駅・花園橋・川端通 経由 京阪出町柳駅行（土曜日１便のみ運行）

### 市原
鞍馬寄り出口から鞍馬街道旧道に下りて上市原橋を渡り、市原野小学校を過ぎた先の京都府道40号沿い。 静原方面からの便が停車する「小学校前のりば」と、向かい側のバス回転場内の「ターミナルのりば」に分かれる。また当停留所より以北・以東は均一区間外となる。
- 小学校前のりば
  - 34系統：上賀茂神社・堀川通り・北大路堀川・北大路駅 経由 京阪出町柳駅行
  - 95系統：貴船口 経由鞍馬行（北山バーディ号、春分の日のみ片道運行）
  - 52系統：地球研前経由　地下鉄国際会館駅行（二ノ瀬トンネル経由便のみ）

- ターミナルのりば
  - 34系統：上賀茂神社・堀川通・北大路堀川 経由 北大路バスターミナル（地下鉄 北大路駅）行（平日午前の一部便は京阪出町柳駅行）／静原・城山行
  - 35系統：上賀茂神社・堀川通・北大路堀川 経由 北大路バスターミナル（地下鉄 北大路駅）行（平日午前の一部便は京阪出町柳駅行）
  - 40系統：京都産業大学 経由　地下鉄国際会館駅行
  - 50系統：地球研前経由　地下鉄国際会館駅行
  - 国際会館駅・花園橋・川端通 経由　京阪出町柳駅行（土1便のみ）
  - 東北部クリーンセンター・西賀茂橋・加茂街道 経由高野車庫行（春分の日1便のみ）
  - 52系統：貴船口・鞍馬経由鞍馬温泉行（一部二ノ瀬トンネル経由貴船口まで）／ 地球研前経由　地下鉄国際会館駅行
  - 55系統：貴船口行／静原・大原行

## 隣の駅
叡山電鉄
■鞍馬線
二軒茶屋駅 (E13) - 市原駅 (E14) - 二ノ瀬駅 (E15)
- 括弧内は駅番号を示す。